# Abdul Malik Fadjar
Abdul Malik Fadjar (ur. 22 lutego 1939 w Yogyakarcie, zm. 7 września 2020 w Dżakarcie) – indonezyjski uczony i polityk, minister.

## Działalność polityczna
W okresie od 21 maja 1998 do 20 października 1999 był ministrem religii w gabinecie prezydenta Habibiego, a od 10 sierpnia 2001 do 20 października 2004 ministrem edukacji w gabinecie prezydent Soekarnoputri. Od 19 stycznia 2015 do 20 października 2019 był członkiem Rady Doradczej Prezydenta Indonezji Joko Widodo.